# Рубиа, Хуан де ла
Хуан де ла Рубиа (исп. Juan de la Rubia), род. в 1982 г. в Валенсии, Испания — испанский органист, титулярный органист собора Саграда Фамилиа, почетный органист Таврической капеллы Санкт-Петербурга, концертирующий органист, известен как мастер импровизации с присущей ему яркой и уникальной манерой исполнения.

## Биография
Получил образование органиста, пианиста и клавесиниста в Консерватории Валенсии, затем в Каталонской Высшей школе музыки в Барселоне, стажировался в Берлинском университете искусств и Национальной консерватории Тулузы. Учился у выдающихся педагогов, принимал участие в мастер-классах известных исполнителей, например, Тона Копмана. С 2005 г. сам преподает импровизацию в Высшей школе музыки Каталонии.
Концертную деятельность начал в 2002 г. Выступает в самых известных музыкальных залах у себя на родине в Испании и за рубежом. Принимает деятельное участие в церемониях инаугурации органов в Испании, а в 2011 г. открывал первый в России орган испанского производства в Купольном зале Таврического дворца.
Репертуар исполнителя охватывает все эпохи, но его особый интерес вызывает творчество И.С. Баха и композиторов-романтиков, писавших для симфонического органа. Также органист активно исполняет современную музыку. Он постоянно выступает с премьерами сочинений современных композиторов во многих залах Испании.
Хуан де ла Рубиа сотрудничает со многими известными музыкальными коллективами, среди которых Инструментальный ансамбль Валенсии, Хор радио и телевидения Испании, Хор и Оркестр Валенсии, Мадридская камерата, Национальный камерный оркестр Андорры, Королевский филармонический оркестр Галисии, Камерный оркестр им. Карла Филиппа Эммануила Баха (Берлин) и Национальный молодёжный оркестр Каталонии.
Выступления органиста многократно транслировались испанскими и европейскими радиокомпаниями.
Он записал шесть дисков с органной музыкой испанских и французских композиторов эпохи романтизма и сочинениями современных композиторов.

## Награды и премии
В 2002 г. Хуан де ла Рубиа удостоен I Национальной премии как органист на Конкурсе молодых музыкантов Испании. Обладатель I премии Королевской академии изящных искусств в Гранаде.
Лауреат многочисленных музыкальных конкурсов Испании: премии Андреса Сеговии в Сантьяго-де-Компостела (2002), премии «Эутерпе» в Валенсии (2003), премии Дворца каталонской музыки в Барселоне (2004).